# Gümüşkaya, Adıyaman
Gümüşkaya là một xã thuộc thành phố Adıyaman, tỉnh Adıyaman, Thổ Nhĩ Kỳ. Dân số thời điểm năm 2011 là 2.192 người.